# Володенський яр
Володенський яр (рум. Râpa Volodeni) — пам'ятка природи геологічного або палеонтологічного типу в Єдинецькому районі Молдови. Розташований між селами Володень і Блештень. Має площу 6 га відповідно до Закону про заповідні території або 7.2 га згідно з останніми вимірюваннями. Закладом керує місцева рада села Блештень.

## Опис
Як геолого-палеонтологічне місце Володенський яр відкритий і описаний у 1947 році геологом Йоном Суховим. Будучи співробітником Інституту палеонтології РАН, Сухов збирав відбитки комах, риб і рослин з голубуватих міжрифових глин нижнього сармату (Волині). Однак результати дослідження фахівців з Російської академії не відомі. У спеціальній літературі яр згадує Б. Родендорф, який у статті «Палеонтологічні дослідження в СРСР» писав, що палеонтологічне відкриття з Володень є рідкісним явищем для Молдови.

## Охоронний статус
Постановою Ради Міністрів Молдавської РСР від 08.01.1975 р. № 5 об'єкт взято під охорону держави. Охоронний статус підтверджено Законом № 1538 від 25 лютого 1998 року про фонд природних територій, що охороняються державою. Землевласником пам'ятки природи є мерія села Блештень.
Станом на 2016 рік природна територія не має інформаційного щита та маркерів, що розмежовують заповідну територію. Враховуючи недостатню вивченість даного об’єкта, необхідно провести геолого-палеонтологічні дослідження.

## Галерея зображень

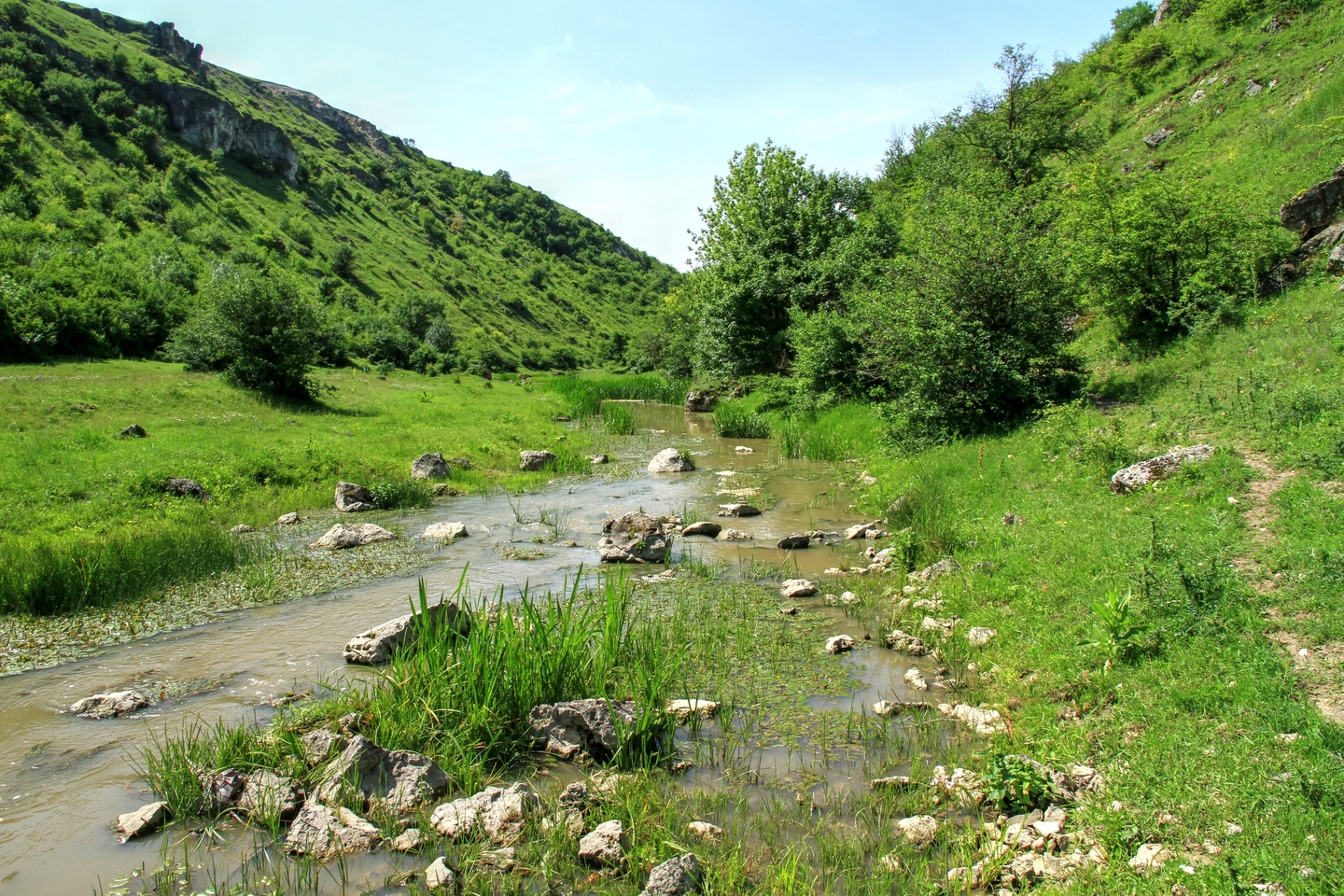
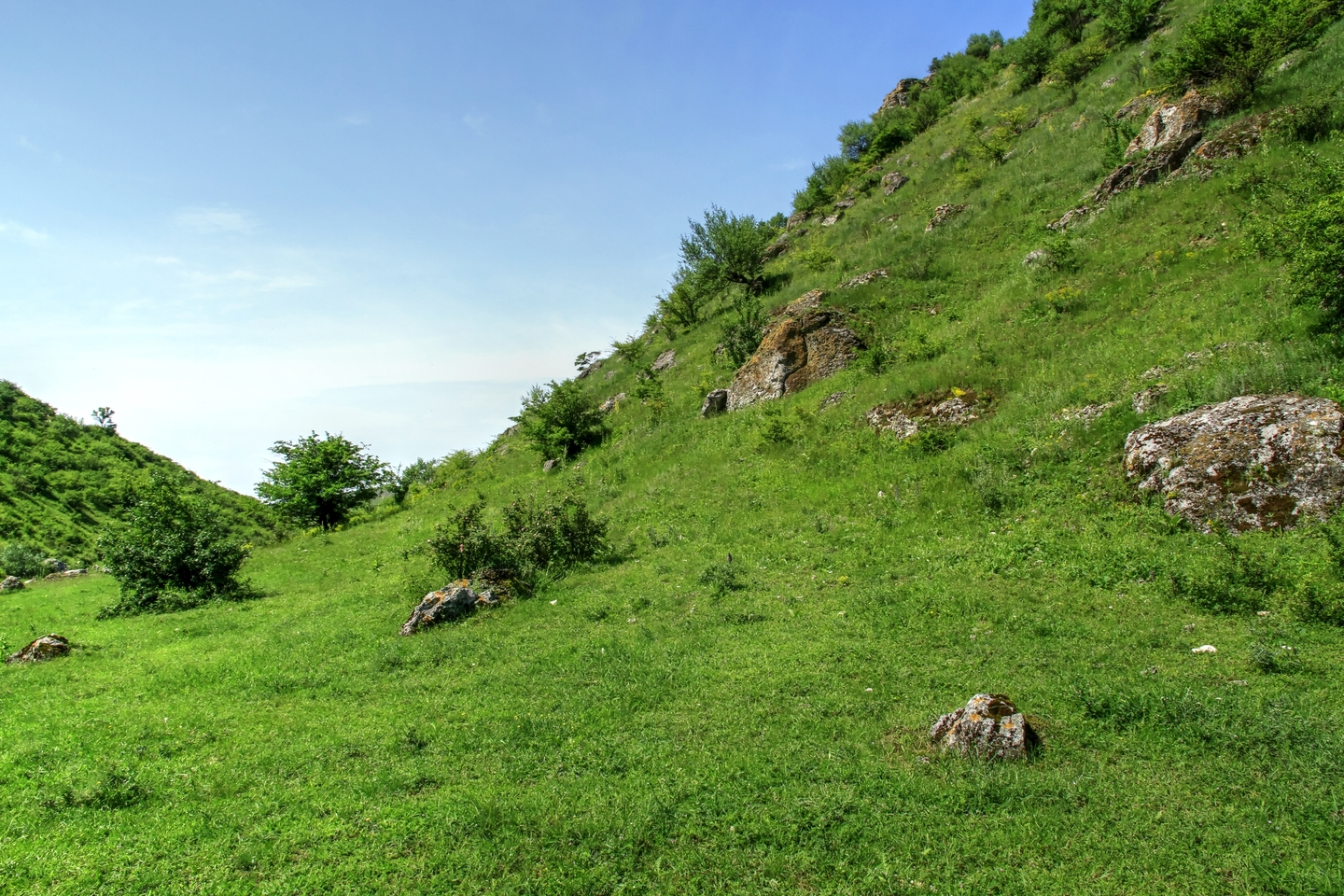
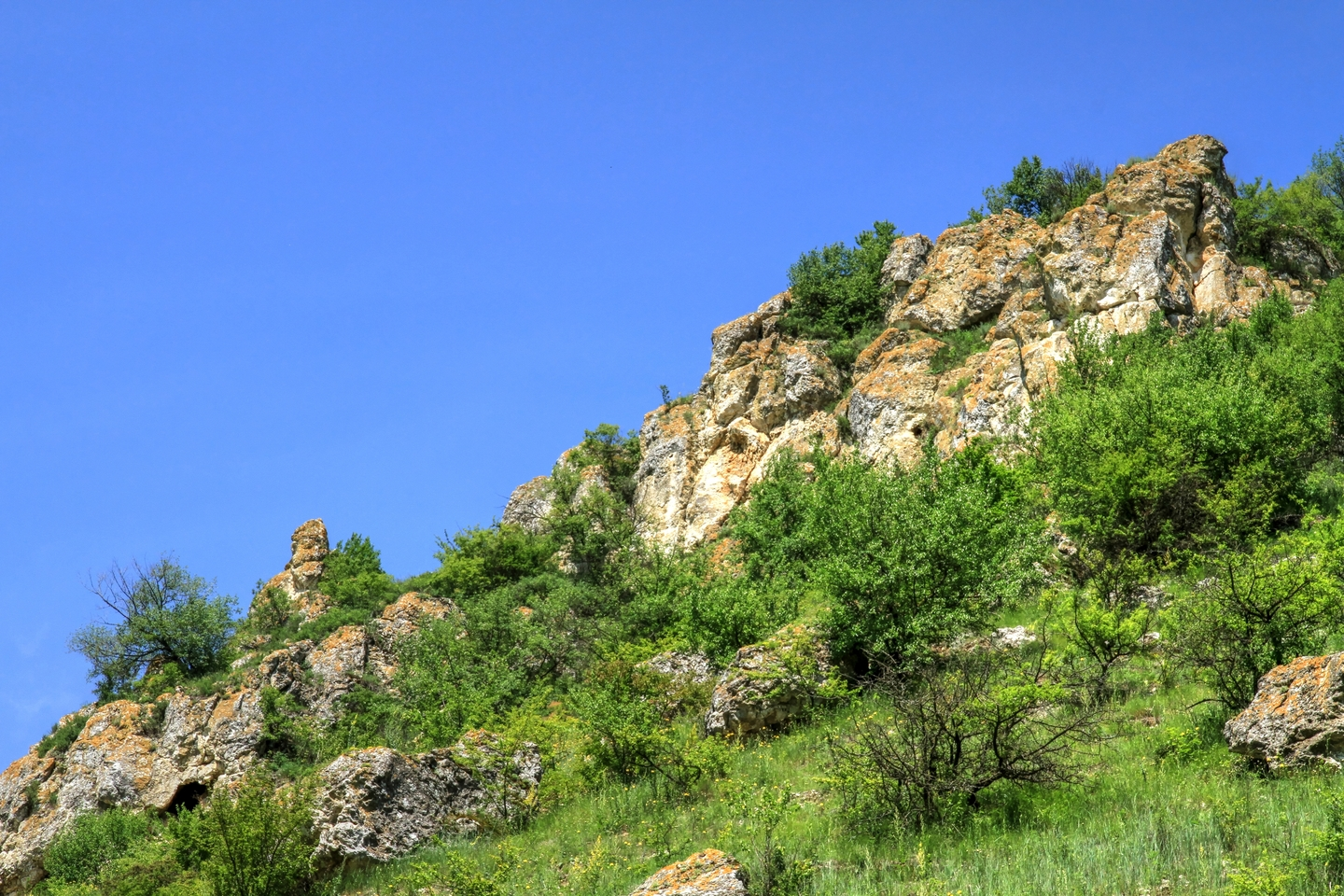
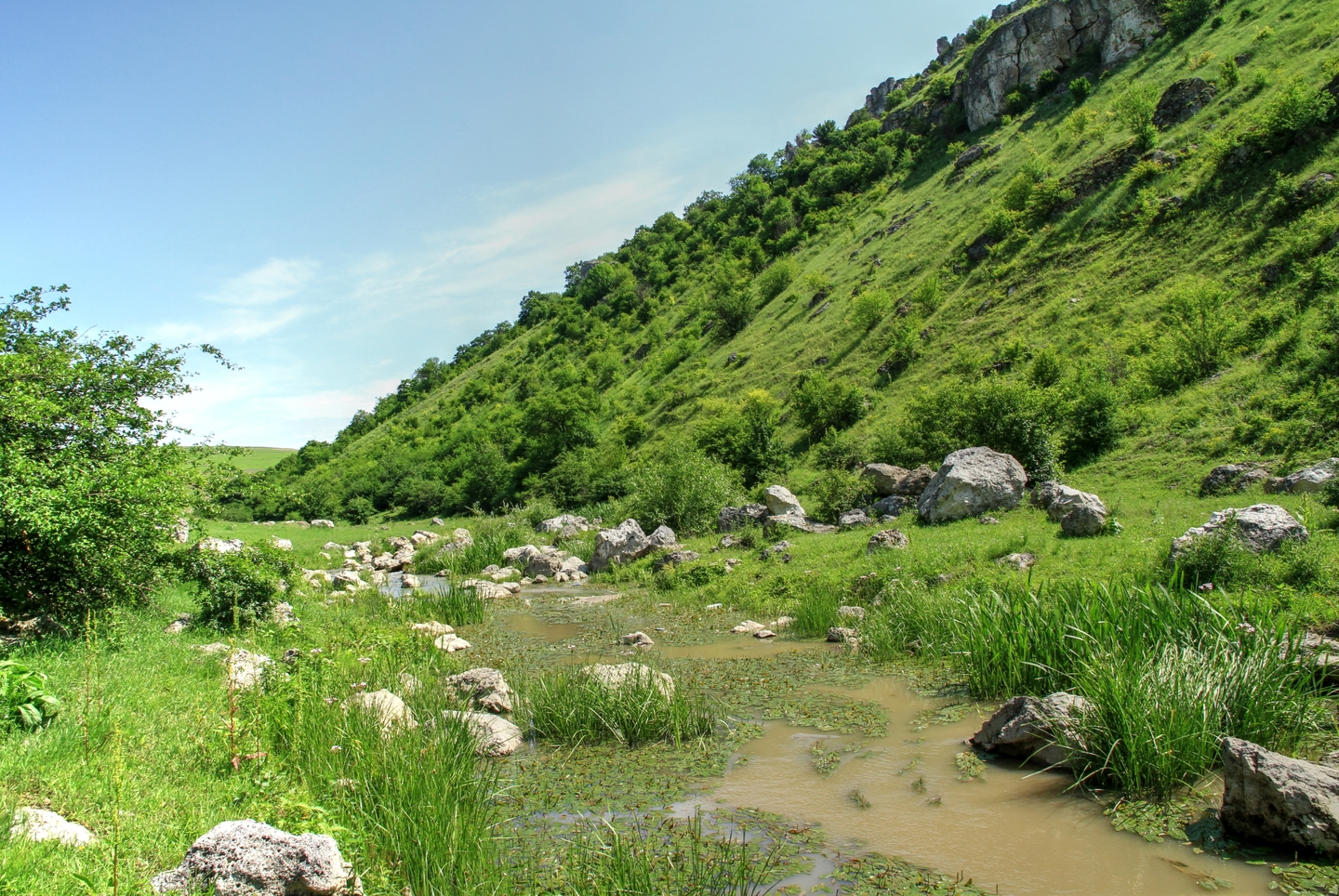